# God Defend New Zealand
God Defend New Zealand is een van de volksliederen van Nieuw-Zeeland, samen met God Save the King . Alhoewel ze dezelfde status hebben wordt alleen God Defend New Zealand gebruikt, en de meeste inwoners van Nieuw-Zeeland zullen zich niet bewust zijn van het feit dat het land twee volksliederen heeft. Het ministerie voor Cultuur en Erfgoed is verantwoordelijk voor de volksliederen.

## Geschiedenis

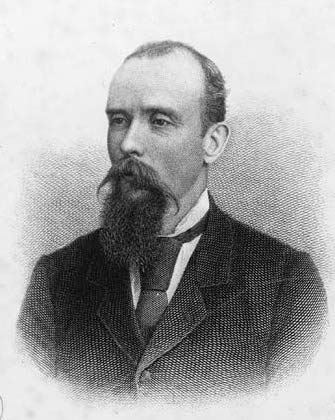
Thomas Bracken

De woorden van God Defend New Zealand werden geschreven als een gedicht tussen 1870 en 1880 door Thomas Bracken. Een wedstrijd om muziek voor het gedicht te componeren werd uitgezet in 1876, met een prijs van tien guineas. De winnaar was John Joseph Woods, die de melodie in een avond had bedacht nadat hij over de wedstrijd hoorde.
Het lied werd steeds populairder in de 19e eeuw en begin 20e eeuw, en in 1940 kocht de Nieuw-Zeelandse overheid de auteursrechten. In 1976 werd er een petitie getekend en werd aan het parlement gevraagd om het lied het volkslied te maken, en met toestemming van koningin Elizabeth II werd het het tweede volkslied, op 21 november 1977.
Een alternatief arrangement van Maxwell Fernie voor massaal zingen werd officieel gemaakt op 1 juni 1978.

## Tekst
God Defend New Zealand heeft vijf verzen, elk vers zowel in het Engels als ook vertaald naar het Maori. Gewoonlijk wordt alleen het eerste vers gezongen, in het Engels of het Maori, gevolgd door het vers in de andere taal. Het tweede vers wordt ook weleens gezongen, maar de laatste drie worden nauwelijks gebruikt.
| God Defend New Zealand God of nations at Thy feet, In the bonds of love we meet, Hear our voices, we entreat, God defend our free land. Guard Pacific's triple star, From the shafts of strife and war, Make her praises heard afar, God defend New Zealand. Men of ev'ry creed and race, Gather here before Thy face, Asking Thee to bless this place, God defend our free land. From dissension, envy, hate, And corruption guard our State, Make our country good and great, God defend New Zealand. Peace, not war, shall be our boast, But, should foes assail our coast, Make us then a mighty host, God defend our free land. Lord of battles, in Thy might, Put our enemies to flight, Let our cause be just and right, God defend New Zealand. Let our love for Thee increase, May Thy blessings never cease, Give us plenty, give us peace, God defend our free land. From dishonour and from shame, Guard our country's spotless name, Crown her with immortal fame, God defend New Zealand. May our mountains ever be, Freedom's ramparts on the sea, Make us faithful unto thee, God defend our free land. Guide her in the nations' van, Preaching love and truth to man, Working out Thy Glorious plan, God defend New Zealand. | Aotearoa (Maori) E Ihowā Atua, O ngā iwi mātou rā Āta whakarangona; Me aroha noa Kia hua ko te pai; Kia tau tō atawhai; Manaakitia mai Aotearoa Ōna mano tāngata Kiri whero, kiri mā, Iwi Māori, Pākehā, Rūpeke katoa, Nei ka tono ko ngā hē Māu e whakaahu kē, Kia ora mārire Aotearoa Tōna mana kia tū! Tōna kaha kia ū; Tōna rongo hei pakū Ki te ao katoa Aua rawa ngā whawhai Ngā tutū e tata mai; Kia tupu nui ai Aotearoa Waiho tona takiwā Ko te ao mārama; Kia whiti tōna rā Taiāwhio noa. Ko te hae me te ngangau Meinga kia kore kau; Waiho i te rongo mau Aotearoa Tōna pai me toitū Tika rawa, pono pū; Tōna noho, tāna tū; Iwi nō Ihowā. Kaua mōna whakamā; Kia hau te ingoa; Kia tū hei tauira; Aotearoa | Vertaling in Nederlands God van naties aan uw voeten, In de liefdesbanden die we ontmoeten, Hoor onze stemmen, we smeken, God verdedig ons vrije land. Bewaak drievoudige ster van de Pacific, Van de schachten van strijd en oorlog, Laat haar lof horen in de verte, God verdedig Nieuw-Zeeland. Mensen van elke geloofsbelijdenis en ras, Kom hier voor je gezicht, U vragen om deze plaats te zegenen, God verdedig ons vrije land. Van onenigheid, jaloezie, haat, En corruptie bewaakt onze staat, Maak ons land goed en groot, God verdedig Nieuw-Zeeland. Vrede, niet oorlog, zal onze roem zijn, Maar, moeten vijanden onze kust aanvallen, Maak ons dan een machtige gastheer, God verdedig ons vrije land. Heer der veldslagen, in Uw macht, Zet onze vijanden op de vlucht, Laat onze zaak goed en juist zijn, God verdedig Nieuw-Zeeland. Laat onze liefde voor jou toenemen, Moge uw zegen nooit ophouden, Geef ons veel, geef ons vrede, God verdedig ons vrije land. Van oneer en schaamte, Bewaak de vlekkeloze naam van ons land, Kroon haar met onsterfelijke roem, God verdedig Nieuw-Zeeland. Moge onze bergen ooit zijn, Vrijheidswallen op de zee, Maak ons trouw aan jou, God verdedig ons vrije land. Leid haar in de voorhoede van de naties Prediking liefde en waarheid voor de mens, Het uitwerken van uw glorieuze plan, God verdedig Nieuw-Zeeland. |

Het auteursrecht op de Engelse tekst liep af in 1948, vijftig jaar na de dood van de schrijver. De vertaling in het Maori werd op commissie gedaan in 1979, en staan tot 2079 onder het New Zealand Crown copyright.